# Vênus de Balzi Rossi

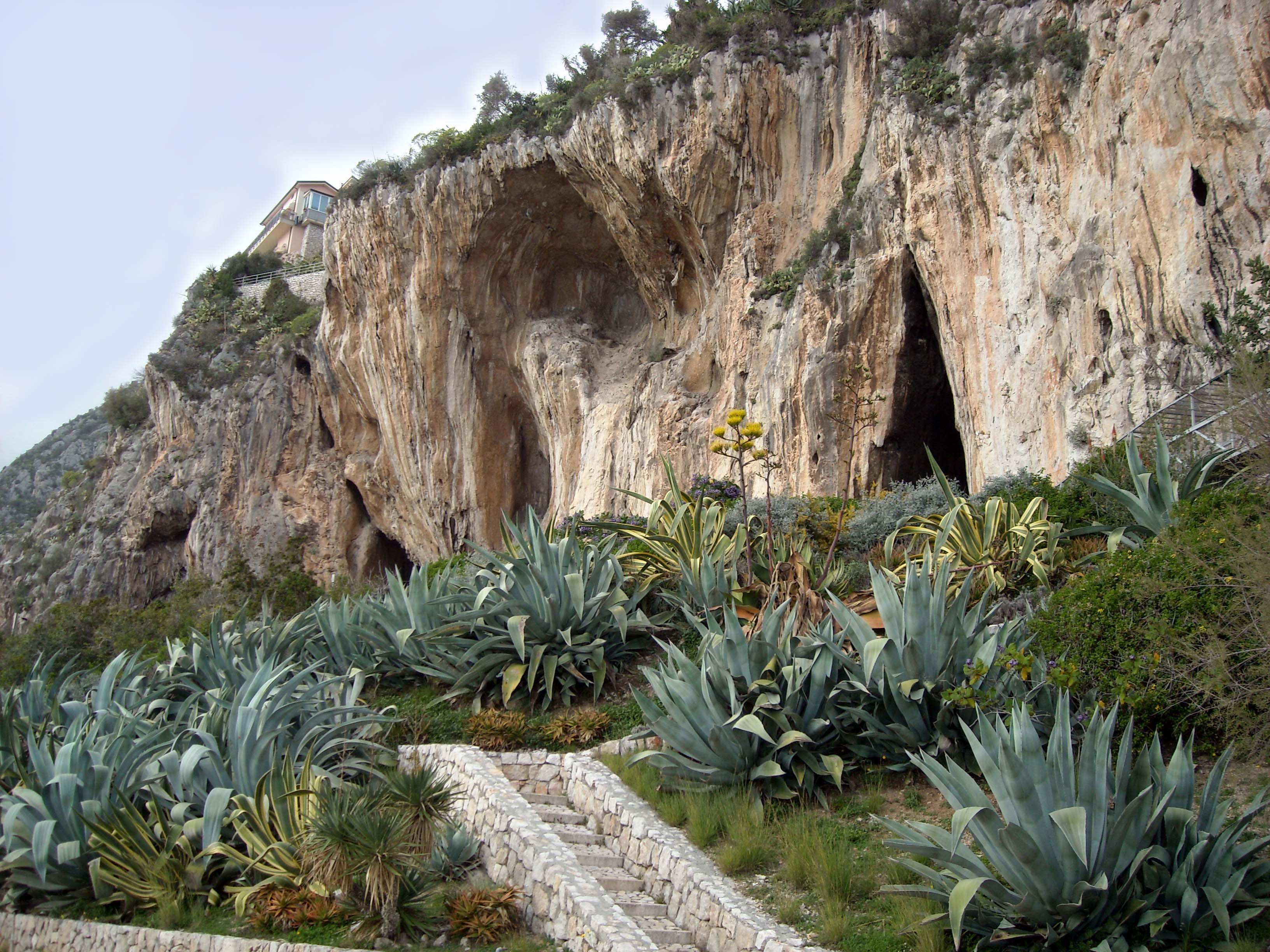
As cavernas onde foram encontradas as Vênus de Balzi Rossi

As Vênus de Balzi Rossi são estatuetas de Vênus que foram encontradas no complexo de cavernas chamado Balzi Rossi.